# Gabriel I de Constantinopla
Gabriel I de Constantinopla (em grego: Γαβριήλ Α΄; m. 1596) foi patriarca ecumênico de Constantinopla entre março e agosto de 1596. Ele foi antes bispo de Tessalônica e era um aliado do patriarca Jeremias II Tranos, participando do sínodo convocado por ele em 1593. Ele foi eleito depois da deposição de seu predecessor, Mateus II, por causa de irregularidades em sua eleição. Gabriel era considerado um hierarca habilidoso e esperava-se que sua eleição ajudasse a estabilizar os muitos problemas que afligiam o Patriarcado na época.
Contudo, ele logo ficou doente e acabou falecendo entre julho ou agosto do mesmo ano. Rumores circularam de que ele teria sido envenenado, mas nada se confirmou. Depois de sua morte, o metropolita de Atenas Teófanes I Karikis assumiu o comando temporário da igreja até dezembro de 1596 (lugar-tenente).